# الشباب لن يأتي مرة أخرى 2 (فلم)
الشباب لن يأتي مرة أخرى 2 (بالإنجليزية: Jawani Phir Nahi Ani 2) هو فيلم دراما كوميدي باكستاني لعام 2018.

## القصة
برفيز (أحمد علي بوت) والشيخ (فاساي تشودري) صديقان قديمان يعيشان بشكل بسيط وطبيعي مع زوجاتهما. تعبت برويز من زوجته لبنى (عظمة خان) وهي تتحدث باستمرار على هاتفها مع شقيقها رهط. يدعو رهط لبنى وبرويز في زفافه مع الشيخ وزوجته جول (ثروت جيلاني).

## روابط خارجية
- مقالات تستعمل روابط فنية بلا صلة مع ويكي بيانات